# Val Suran
Val Suran é uma comuna francesa na região administrativa da Borgonha-Franco-Condado, no departamento de Jura. Estende-se por uma área de 37.49 km². Em 2010 a comuna tinha 800 habitantes (densidade: 21,3 hab./km²).
Foi criada em 1 de janeiro de 2017, a partir da fusão das antigas comunas de Saint-Julien (sede da comuna), Bourcia, Louvenne e Villechantria.